# Strukdorf
Strukdorf település Németországban, Schleswig-Holstein tartományban. Lakosainak száma 261 fő (2023. december 31.).

## Népesség
A település népességének változása:
| Lakosok száma | 251  | 257  | 262  | 269  | 268  | 261  |
|               | 1975 | 2017 | 2019 | 2021 | 2022 | 2023 |